# Холодная кровь (Доктор Кто)
«Холодная кровь» — девятая серия пятого сезона сериала «Доктор Кто». Премьера серии состоялась 29 мая 2010 года на канале BBC One.

## Сюжет
В 2020 люди достигли небывалых глубин, добывая полезные ископаемые. Но пока мы бурим вниз, кто-то бурит вверх.